# Micrurus ruatanus
Micrurus ruatanus là một loài rắn trong họ Rắn hổ. Loài này được Günther mô tả khoa học đầu tiên năm 1895.